# Jamie xx
James Thomas Smith, (Londres, 28 de outubro de 1988), mais conhecido como Jamie xx, é um produtor e músico britânico, conhecido por ser membro da banda The XX.

## Discografia
Lançou em maio de 2015 seu álbum solo In Colour. Seu álbum foi bastante elogiado pela crítica, o consolidando como um dos maiores produtores/djs da atualidade.

### Álbuns de estúdio
| 2011  | We're New Here (com Gil-Scott Heron) - Released: 21 February 2011 - Label: XL, Young Turks | 33 | 4 | 18 | — | 44 |
| 2015  | In Colour - Released: 29 May 2015                                                          |    |   |    |   |    |
| "___" |                                                                                            |    |   |    |   |    |

### Canções
| Ano  | Título                  | Pico da parada | Pico da parada | Álbum                                |
| Ano  | Título                  | UK             | UK Indie       | Álbum                                |
| ---- | ----------------------- | -------------- | -------------- | ------------------------------------ |
| 2010 | "NY is Killing Me"      | —              | —              | We're New Here (com Gil-Scott Heron) |
| 2011 | "I'll Take Care of U"   | —              | 40             | We're New Here (com Gil-Scott Heron) |
| 2011 | "Far Nearer / Beat For" | 128            | 13             | Far Nearer / Beat For                |
| "—"  |                         |                |                |                                      |

### Remixes
| Ano  | Artista                  | Canção                | Título                                                              |
| ---- | ------------------------ | --------------------- | ------------------------------------------------------------------- |
| 2009 | Florence and the Machine | "You've Got the Love" | Jamie xx Re-work com The xx                                         |
| 2009 | Jack Penate              | "Pull My Heart Away"  | Jamie xx Remix                                                      |
| 2009 | The xx                   | "Basic Space"         | Jamie xx Space Bass Mix                                             |
| 2009 | The xx                   | "Blood Red Moon"      | Jamie xx Bootleg                                                    |
| 2009 | The xx                   | "Hot Like Fire"       | Jamie xx Edit                                                       |
| 2009 | The xx                   | "Islands"             | Jamie xx Remix                                                      |
| 2010 | Eliza Doolittle          | "Moneybox"            | Jamie xx Remix                                                      |
| 2010 | Glasser                  | "Tremel"              | Jamie xx Remix                                                      |
| 2010 | Nosaj Thing              | "Fog"                 | Jamie xx Remix                                                      |
| 2011 | Adele                    | "Rolling in the Deep" | Jamie xx Shuffle                                                    |
| 2011 | FaltyDL                  | "Hip Love"            | Jamie xx Rework                                                     |
| 2011 | Holly Miranda            | "Slow Burn Treason"   | Jamie xx Remix                                                      |
| 2011 | Radiohead                | "Bloom"               | Jamie xx Rework Jamie xx Rework Pt. 3                               |
| 2011 | Rui da Silva             | "Touch Me"            | Jamie xx - Touch Me (com Yasmin) Jamie xx - Touch Me (Instrumental) |
| 2012 | Four Tet                 | "Lion"                | Jamie xx Remix                                                      |
| 2012 | The xx                   | "Reconsider"          | Jamie xx Remix                                                      |
| 2012 | The xx                   | "Sunset"              | Jamie xx Edit                                                       |
| 2013 | The xx                   | "Missing"             | Jamie xx Remix                                                      |